# یوانیس پرساکیس
یوانیس پرساکیس (یونانی: Ιωάννης Περσάκης؛ ۱ ژانویهٔ ۱۸۷۷ – ۱۹۴۳) ورزشکار پرش سه‌گام اهل یونان بود.
از افتخارات وی میتوان به کسب مدال برنز در بازی‌های المپیک تابستانی ۱۸۹۶ اشاره کرد.